# Hermbstaedtia spathulifolia
Hermbstaedtia spathulifolia là loài thực vật có hoa thuộc họ Dền. Loài này được Baker mô tả khoa học đầu tiên năm.